# Écurcey
 Écurcey  es una población y comuna francesa, en la región de Franco Condado, departamento de Doubs, en el distrito de Montbéliard y cantón de Hérimoncourt.

## Demografía
| 206 | 205 | 263 | 277 | 289 | 287 |
| Para los censos de 1962 a 1999 la población legal corresponde a la población sin duplicidades (Fuente: INSEE [Consultar]) |     |     |     |     |     |